# Macrothemis heteronycha
Macrothemis heteronycha – gatunek ważki z rodziny ważkowatych (Libellulidae).